# Boston Marathon 1901
De Boston Marathon 1901 werd gelopen op vrijdag 19 april 1901. Het was de vijfde editie van deze marathon. In totaal gingen er 38 marathonlopers van start. De eerste twee aankomende atleten kwamen uit Canada, van wie John Caffery het snelst was in een parcoursrecord van 2:29.23,6. In vergelijking met de opvattingen vanaf 1908 dat de marathon een lengte hoorde te hebben van 42,195 km, was het parcours te kort. Het was namelijk tussen 37 en 38,8 km lang.

## Uitslagen
| rang   | naam            | land | tijd      |
| ------ | --------------- | ---- | --------- |
| Goud   | John P. Caffery | CAN  | 2:29.23,6 |
| Zilver | William Davis   | CAN  | 2:34.45,4 |
| Brons  | Sammy Mellor    | USA  | 2:44.34,4 |
| 4      | C. Crimmins     | USA  | 2:47.15,6 |
| 5      | John C. Lorden  | USA  | 2:51.29,4 |
| 6      | Thomas J. Hicks | USA  | 2:52.32,4 |
| 7      | P. Lorden       | USA  | 2:55.40,6 |
| 8      | James McAuliffe | USA  | 2:56.44,6 |
| 9      | E. Grussel Jr   | USA  | 3:02.2x,8 |
| 10     | J.J. Kennedy    | USA  | onbekend  |

1897 ·
1898 ·
1899 ·
1900 ·
1901 ·
1902 ·
1903 ·
1904 ·
1905 ·
1906 ·
1907 ·
1908 ·
1909 ·
1910 ·
1911 ·
1912 ·
1913 ·
1914 ·
1915 ·
1916 ·
1917 ·
1918 ·
1919 ·
1920 ·
1921 ·
1922 ·
1923 ·
1924 ·
1925 ·
1926 ·
1927 ·
1928 ·
1929 ·
1930 ·
1931 ·
1932 ·
1933 ·
1934 ·
1935 ·
1936 ·
1937 ·
1938 ·
1939 ·
1940 ·
1941 ·
1942 ·
1943 ·
1944 ·
1945 ·
1946 ·
1947 ·
1948 ·
1949 ·
1950 ·
1951 ·
1952 ·
1953 ·
1954 ·
1955 ·
1956 ·
1957 ·
1958 ·
1959 ·
1960 ·
1961 ·
1962 ·
1963 ·
1964 ·
1965 ·
1966 ·
1967 ·
1968 ·
1969 ·
1970 ·
1971 ·
1972 ·
1973 ·
1974 ·
1975 ·
1976 ·
1977 ·
1978 ·
1979 ·
1980 ·
1981 ·
1982 ·
1983 ·
1984 ·
1985 ·
1986 ·
1987 ·
1988 ·
1989 ·
1990 ·
1991 ·
1992 ·
1993 ·
1994 ·
1995 ·
1996 ·
1997 ·
1998 ·
1999 ·
2000 ·
2001 ·
2002 ·
2003 ·
2004 ·
2005 ·
2006 ·
2007 ·
2008 ·
2009 ·
2010 ·
2011 ·
2012 ·
2013 ·
2014 ·
2015 ·
2016 ·
2017 ·
2018 ·
2019 ·
2020 ·
2021 ·
2022